# Tributo
Los tributarios son gastos  de derecho público que consisten en prestaciones pecuniarias obligatorias, impuestas unilateralmente por el Estado, exigidas por una administración pública como consecuencia de la realización del hecho imponible al que la ley vincule en el deber de contribuir.

## Naturaleza y características
Su naturaleza jurídica es «una relación de Derecho». Un tributo es una modalidad de ingreso público o prestación patrimonial de carácter público, exigida a los particulares. 

### Carácter coactivo
El carácter coactivo de los tributos está presente en su naturaleza desde los orígenes de esta figura. Supone que el tributo se impone unilateral-mente por los agentes públicos, de acuerdo con los principios constitucionales y reglas jurídicas aplicables, sin que concurra la voluntad del obligado tributario, al que cabe impeler coactiva-mente al pago.
Debido a este carácter coactivo, y para garantizar la auto imposición, principio que se remonta a las reivindicaciones frente a los monarcas medievales y que está en el origen de los Estados constitucionales, en Derecho tributario rige el principio de legalidad. En virtud del mismo, se reserva a la ley la determinación de los componentes de la obligación tributaria o al menos de sus elementos esenciales.

### Carácter pecuniario
Si bien en sistemas premodernos existían tributos consistentes en pagos en especie o prestaciones personales, en los sistemas tributarios capitalistas la obligación tributaria tiene carácter dinerario. Pueden, no obstante, mantenerse algunas prestaciones personales obligatorias para colaborar a la realización de las funciones del Estado, de las que la más destacada es el servicio militar obligatorio.
En ocasiones se permite el pago en especie: ello no implica la pérdida del carácter pecuniario de la obligación, que se habría fijado en dinero, sino que se produce una dación en pago para su cumplimiento; las mismas consideraciones son aplicables a aquellos casos en los que la Administración, en caso de impago, proceda al embargo de bienes del deudor.

### Carácter contributivo
El carácter contributivo del tributo significa que es un ingreso destinado a la financiación del gasto público y por tanto a la cobertura de las necesidades sociales. A través de la figura del tributo se hace efectivo el deber de los ciudadanos de contribuir a las cargas del Estado, dado que este precisa de recursos financieros para la realización de sus fines. El Federalista justificaba la atribución de la potestad impositiva a los poderes públicos afirmando que:

El dinero ha sido considerado, con razón, como el principio vital del cuerpo político, como aquello que sostiene su vida y movimiento y le permite ejecutar sus funciones más vitales.
El Federalista, capítulo XXX

El carácter contributivo permite diferenciar a los tributos de otras prestaciones patrimoniales exigidas por el Estado y cuya finalidad es sancionadora, como las multas.

## Tipos de tributos
En la mayoría de los sistemas impositivos estatales se distinguen al menos tres figuras tributarias: el impuesto, la tasa tributaria y la contribución especial. Aunque, en general, existe coincidencia en cuanto a los aspectos básicos de la clasificación tributaria, cada país presenta determinadas particularidades, destacando Alemania, donde el Derecho tributario se limita a la regulación de los impuestos (Steuerrecht).
Las contribuciones sociales a la Seguridad Social y otras similares son consideradas tributos por algunos Estados, como Italia, México o Brasil. Por el contrario, Bolivia, Ecuador o España se encuentran entre los países que no las consideran como tales. En Argentina, la mayor parte de la doctrina adhiere a la consideración de su naturaleza tributaria, aunque no es una cuestión pacífica. (Véase Contribución especial)
En otros sistemas tributarios pueden existir categorías adicionales, como la figura del préstamo obligatorio (empréstimo compulsório) reconocido por el artículo 148 de la Constitución de Brasil de 1988 y que el Supremo Tribunal Federal declaró de naturaleza tributaria.
Tributo en especie, se da por medio de especies como: hortalizas, animales, etc.
En el ámbito económico, al tributo se le concibe como un tipo de aportación que todos los ciudadanos deben pagar a un Estado para que este los redistribuya de manera equitativa en el financiamiento del gasto público. Por lo general, los tributos se pagan mediante prestaciones monetarias y se pueden agrupar en tres categorías: impuestos, contribuciones y tasas.

### Impuestos
Los impuestos son tributos cuyo hecho imponible se define sin referencia a servicios prestados o actividades desarrolladas por la Administración Pública. En ocasiones, se definen como aquellos que no implican contraprestación, lo que se ha criticado porque da a entender que existe contraprestación en otros tipos de tributo, cuando el término "contraprestación" es propio de relaciones sinalagmáticas y no unilaterales y coactivas como las tributarias. Una definición más estricta señala que los impuestos son aquellos tributos que no tienen una vinculación directa con la prestación de un servicio público o la realización de una obra pública.
En los impuestos, el hecho imponible está constituido por negocios, actos o hechos que ponen de manifiesto la capacidad contributiva del contribuyente. Son los más importantes por el porcentaje que suponen del total de la recaudación pública.
Son prestaciones pecuniarias obligatorias establecidas por los distintos niveles estatales.
Tributo es la obligación monetaria establecida por la ley, cuyo importe se destina al sostenimiento de las cargas públicas, en especial al gasto del Estado.
Son prestaciones generalmente monetarias.
Son verdaderas prestaciones que nacen de una obligación tributaria; es una obligación de pago que existe por un vínculo jurídico.
El sujeto activo de las relaciones tributarias es el Estado o cualquier otro ente que tenga facultades tributarias, que exige tributos por el ejercicio de poderes soberanos, los cuales han sido cedidos a través de un pacto social.
El sujeto pasivo es el contribuyente tanto sea persona física como jurídica.
Sujeto de jure: el que fue considerado en la norma al establecer el impuesto.
Sujeto de facto: es quien soporta la carga económica del impuesto, a quien el sujeto de jure traslada el impacto económico.
En el moderno estado de derecho los tributos son creados por ley. El Estado es una forma moderna de convivencia social.

### Tasa
Generalmente se denominan tasas  a los tributos que gravan la realización de alguno de los siguientes hechos imponibles:
- La utilización privativa o el aprovechamiento especial del dominio público.
- La prestación de servicios públicos.
- La realización de actividades en régimen de Derecho Público.

México emplea el término "derechos", pero su Código Fiscal federal los define de forma similar a ésta.
Otros Estados dan un nombre diferente a estos tributos en función del hecho imponible concreto, de entre los arriba expuestos, que gravan. El Código Tributario boliviano de 2003 distingue entre la patente municipal, que grava el uso o aprovechamiento de bienes de dominio público y la obtención de autorizaciones para la realización de actividades económicas; y la tasa, que grava los supuestos en los que la Administración presta un servicio o realiza actividades sujetas a normas de Derecho Público. Chile diferencia entre las tasas por prestaciones públicas y los derechos habilitantes, una construcción doctrinal que hace referencia a los casos en el pago del tributo faculta al contribuyente para la realización de una actividad que de otro modo estaría prohibida. Finalmente, el Código Tributario del Perú, tras recoger el concepto de tasa, las clasifica en arbitrios (por la prestación de un servicio público), derechos (por la prestación de un servicio administrativo o el uso de un bien público) y licencias, equivalentes a los derechos habilitantes chilenos.

### Contribuciones especiales
Las contribuciones especiales o contribuciones de mejora son tributos cuyo hecho imponible consiste en la obtención por el obligado tributario de un beneficio o de un aumento de valor de sus bienes como consecuencia de la realización de obras públicas o del establecimiento o ampliación de servicios públicos. En España es un tributo tradicional de la esfera municipal, es decir, de establecimiento potestativo por los Ayuntamientos (ejemplo: Asfaltado de calles, alumbrado, etc). El producto de la contribución no debe tener un destino ajeno al de la financiación de las obras públicas sobre las que se ve beneficiado el contribuyente.

## Diferencia entre tasa y precio público
Se denomina precio público a la contraprestación dineraria que el Estado recibe por la prestación de un servicio de solicitud voluntaria por el contribuyente, en igualdad de condiciones que el sector privado y en régimen de Derecho público,
Se diferencia de la tasa en que ésta se paga por el aprovechamiento especial del dominio público, la prestación de servicios o la realización de actividades en régimen de Derecho público que, o bien es de solicitud obligatoria por parte del contribuyente, o bien dicho servicio no puede realizarse en modo alguno por el sector privado